# László Nemes
László Nemes (Budapeste, 18 de fevereiro de 1977) é um cineasta e roteirista húngaro.
O seu filme Saul fia venceu o Oscar de melhor filme estrangeiro na edição de 2016.

## Filmografia
- Saul fia (2015)[2]
- Sunset (2018)